# Michael Ronellenfitsch

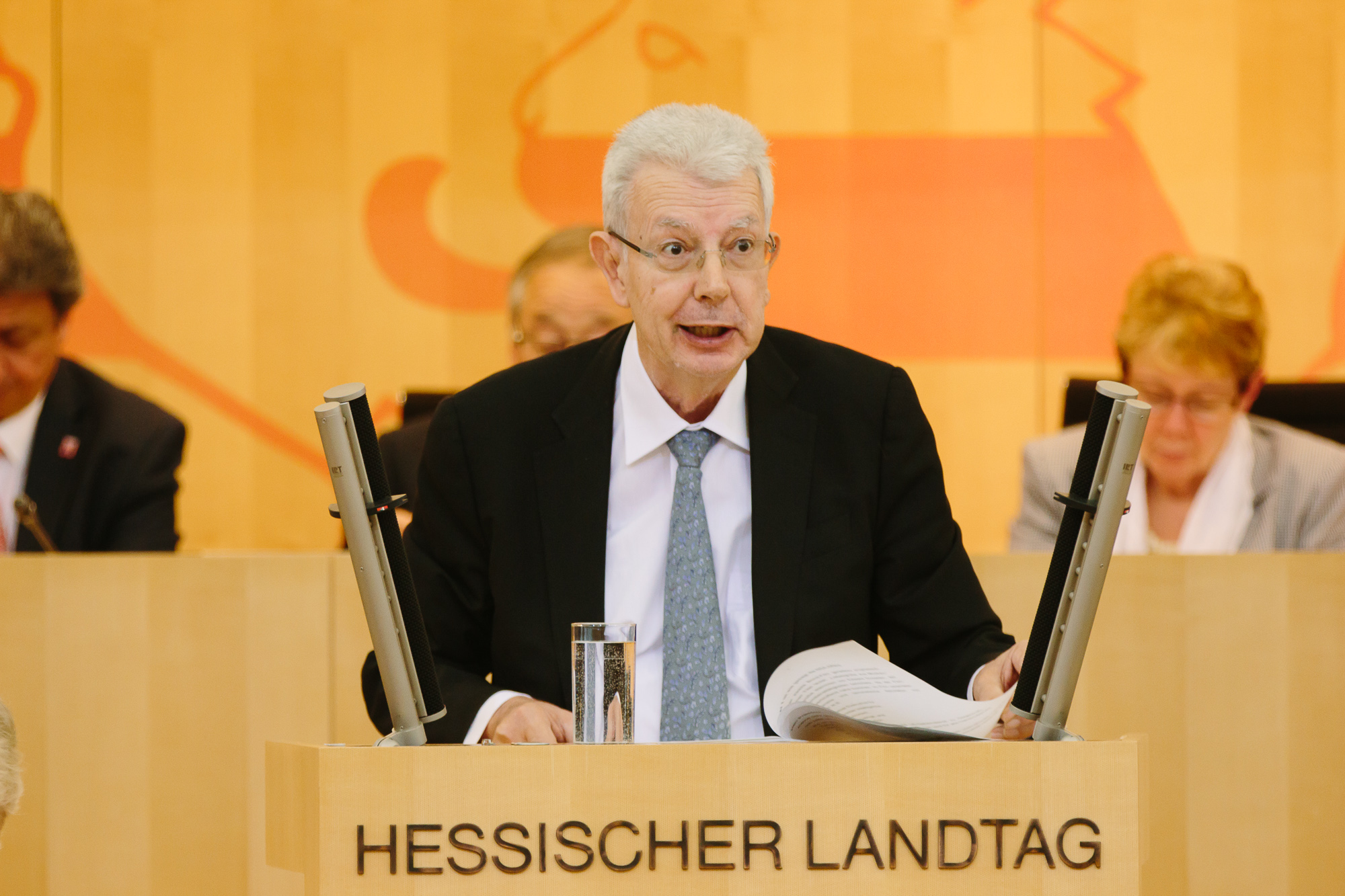
Michael Ronellenfitsch vor dem Hessischen Landtag am 5. März 2015

Michael Ronellenfitsch (* 21. September 1945 in Mannheim) ist ein deutscher Jurist, Universitätsprofessor und Experte für Datenschutz sowie Planungsrecht. 
Von 2003 bis 2021 war er Hessischer Beauftragter für Datenschutz und Informationsfreiheit.

## Leben
Ronellenfitsch studierte von 1966 bis 1970 Jura an der Ruprecht-Karls-Universität Heidelberg. Seiner Promotion in Heidelberg 1974 mit der Dissertation Der Einwand der Mischverwaltung folgte eine Tätigkeit als wissenschaftlicher Assistent an der Deutschen Hochschule für Verwaltungswissenschaften Speyer. Nach seiner Habilitation 1981 war er zunächst als Privatdozent und Lehrstuhlvertreter an der Universität zu Köln tätig, von 1982 bis 1988 Professor für Staatslehre, Staats- und Verwaltungsrecht an der Universität Bonn. Von 1988 bis 1993 war er Professor für Öffentliches Recht an der Freien Universität Berlin. Seit 1993 ist er Professor für Öffentliches Recht an der Eberhard Karls Universität Tübingen, wo er auch die Forschungsstelle für Planungs-, Verkehrs-, Technik- und Datenschutzrecht leitet.
Seit dem 18. September 2003 war Ronellenfitsch Datenschutzbeauftragter des Landes Hessen. Seit dem 25. Mai 2018, dem Inkrafttreten des Hessischen Datenschutz- und Informationsfreiheitsgesetzes, gleichzeitig auch Hessischer Informationsfreiheitsbeauftragter. Er hat diese Ämter zum 1. März 2021 niedergelegt.
Ronellenfitsch gehört zu denen, die die Chancen der modernen Gentechnik nach Möglichkeit nutzen wollen; er stellt allerdings auch deren datenschutzrechtliche Relevanz nicht in Abrede. Er ist Mitherausgeber der Fachzeitschrift Verwaltungsarchiv. Im August 2018 wurde Ronellenfitsch von der Hessischen Landesregierung in den Rat für Digitalethik berufen.
Ronellenfitsch spielt Gitarre in einer Rock-’n’-Roll-Band. Er veröffentlichte ein Buch, in dem er darstellt, wie die Rechtsordnung auf Rock ’n’ Roll reagierte und wie wiederum in Song-Texten rechtliche Aspekte aufgriffen und verarbeitet wurden.

## Veröffentlichungen
- Die Mischverwaltung im Bundesstaat. Berlin 1975. Zugl.: Heidelberg, Univ., Diss., 1974, ISBN 3-428-03493-7
- Das atomrechtliche Genehmigungsverfahren. Berlin 1983. Zugl.: Speyer, Hochsch. für Verwaltungswiss., Habil.-Schr., 1981, ISBN 3-428-05528-4
- Genanalysen und Datenschutz. In: Neue Juristische Wochenschrift. 2006, S. 321–325.
- Terrorismusbekämpfung und Datenschutz. In: JurPC. Web-Dok. 115/2007 vom 10. Juli 2007 (Online).
- Stammzellenforschung als Verfassungsgebot. In: Kristian Kühl (Hrsg.): Juristen-Rechtsphilosophie. Hamburg 2007, Verlag Dr. Kovac
- Rock & Roll und Recht. Stuttgart 1998, Kohlhammer Verlag, ISBN 978-3170154926.